# إدوارد تي بارتليت
إدوارد تي بارتليت (بالإنجليزية: Edward T. Bartlett)‏ هو محامي وقاضي أمريكي، ولد في 14 يونيو 1841 في قرية سكانيتيليس في الولايات المتحدة، وتوفي في 3 مايو 1910 في Albany Medical Center Hospital ‏ في الولايات المتحدة.